# Монпезат (Жер)
Монпеза́т (фр. Montpézat) — коммуна во Франции, находится в регионе Юг — Пиренеи. Департамент — Жер. Входит в состав кантона Ломбес. Округ коммуны — Ош.
Код INSEE коммуны — 32289.

## География
Коммуна расположена приблизительно в 620 км к югу от Парижа, в 45 км юго-западнее Тулузы, в 45 км к юго-восточнее от Оша.

## Климат
Климат умеренно-океанический. Лето жаркое и немного дождливое, температура часто превышает 35 °С. Зимой часто бывает отрицательная температура и ночные заморозки. Годовое количество осадков — 700—900 мм.

## Население
Население коммуны на 2010 год составляло 241 человек.
| 1962 | 1968 | 1975 | 1982 | 1990 | 1999 | 2010 |
| ---- | ---- | ---- | ---- | ---- | ---- | ---- |
| 311  | 280  | 217  | 236  | 214  | 194  | 241  |

## Администрация
| Период | Период | Фамилия    | Партия                    | Примечания |
| ------ | ------ | ---------- | ------------------------- | ---------- |
| 2001   | 2008   | Морис Ларе | Союз за народное движение |            |
| 2008   | 2020   | Ги Ларе    | Союз за народное движение |            |

## Экономика
В 2010 году среди 162 человек трудоспособного возраста (15-64 лет) 121 были экономически активными, 41 — неактивными (показатель активности — 74,7 %, в 1999 году было 72,8 %). Из 121 активных жителей работали 110 человек (58 мужчин и 52 женщины), безработных было 11 (1 мужчина и 10 женщин). Среди 41 неактивной 13 человек были учениками или студентами, 17 — пенсионерами, 11 были неактивными по другим причинам.

## Достопримечательности
- Ветряная мельница Жансак (1801 год). Исторический памятник с 2004 года[4]